# Sinothomisus
Genre
Sinothomisus est un genre d'araignées aranéomorphes de la famille des Thomisidae.

## Distribution
Les espèces de ce genre sont endémiques de Chine.

## Liste des espèces
Selon World Spider Catalog (version 25.5, 28/11/2024) :
- Sinothomisus beibeng Wang, Lu & Z. S. Zhang, 2024
- Sinothomisus dawai Wang, Lu & Z. S. Zhang, 2024
- Sinothomisus hainanus (Song, 1994)
- Sinothomisus liae Tang, Yin, Griswold & Peng, 2006

## Systématique et taxinomie
Ce genre a été décrit par Tang, Yin, Griswold et Peng en 2006 dans les Thomisidae.

## Publication originale
- Tang, Yin, Griswold & Peng, 2006 : « Description of Sinothomisus gen. nov. with a new species from Yunnan Province, China (Araneae, Thomisidae). » Zootaxa, no 1366, p. 61-68.